# Ardales
Ardales település Spanyolországban, Málaga tartományban. Ardales Álora, Casarabonela, Carratraca, El Burgo, Cañete la Real, Teba, Campillos és Antequera községekkel határos. Lakosainak száma 2516 fő (2024).

## Népesség
A település népessége az elmúlt években az alábbi módon változott:
| Lakosok száma | 2856 | 2642 | 2595 | 2641 | 2606 | 2555 | 2469 | 2500 | 2520 | 2516 |
|               | 2001 | 2004 | 2007 | 2009 | 2012 | 2014 | 2017 | 2019 | 2022 | 2024 |